# Madisonia
Madisonia é um género botânico pertencente à família das orquídeas (Orchidaceae). Foi proposto por Carlyle August Luer em Monographs in Systematic Botany from the Missouri Botanical Garden 95: 258, em 2004, para abrigar uma única espécie encontrada no Amazonas, endêmica em área bastante sombria da floresta, originalmente descrita por Braga, em 1981, como Pleurothallis kerrii.

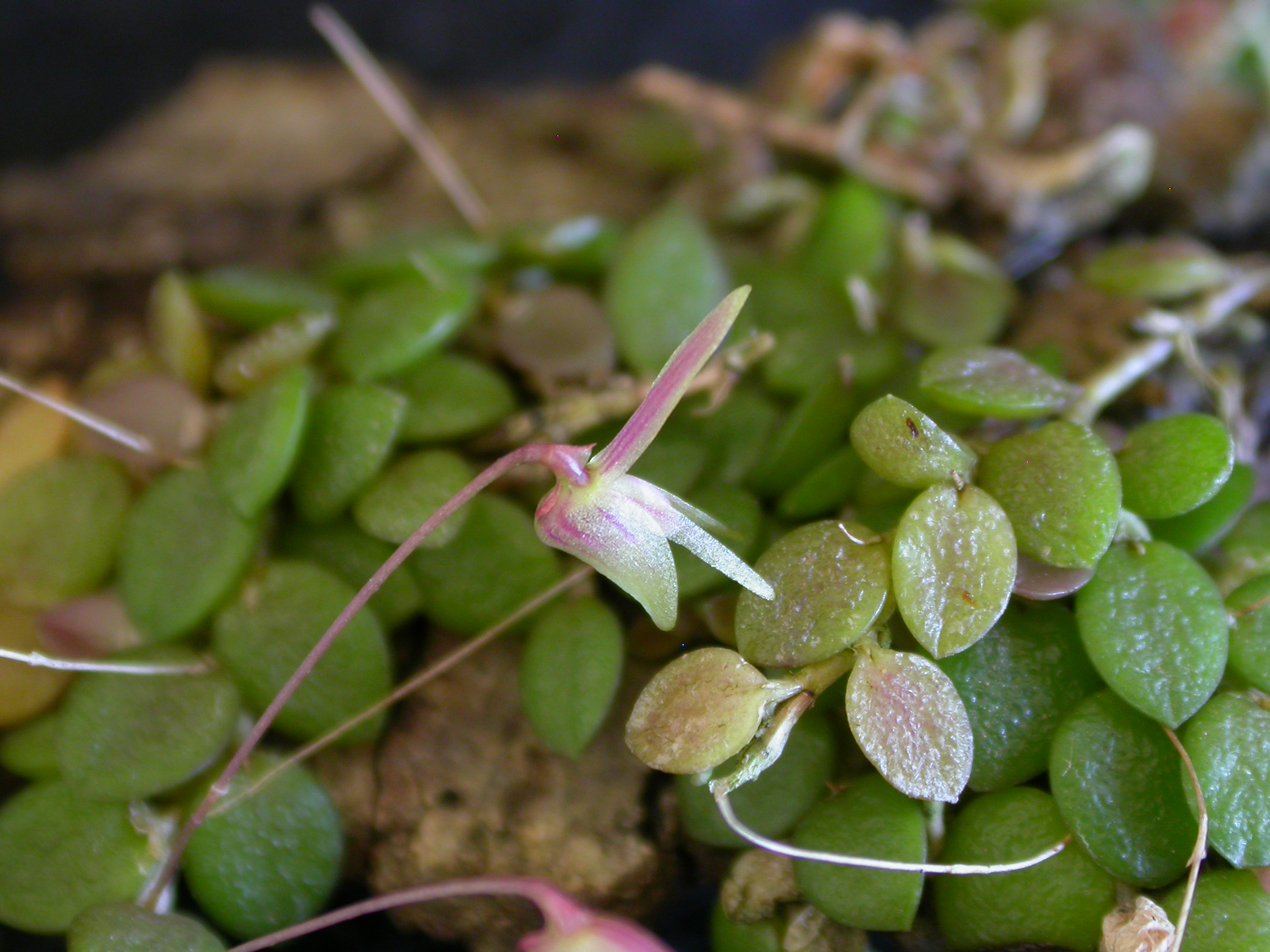
Barbosella crassifolia
Espécie em tudo similar à Madisonia kerrii, exceto no número de polínias.

Diferencia-se de Pleurothallis por apresentar rizoma longamente reptante recoberto por brácteas pubescentes, ramicaules curtos unifoliados, com folhas sésseis. A inflorescência é formada por apenas uma flor solitária, de sépalas laterais concrescidas formando mento salente, e labelo trilobado com unguículo sacato.
Por sua descrição e ilustração é bastante provável tratar-se de um sinônimo da espécie já descrita e amplamente conhecida como Barbosella crassifolia. A única diferença que existe entre ambas é o número de polínias relatado na descrição da Pleurothallis kerrii, duas, enquanto as Barbosella têm quatro. É necessário conferir o material de herbário para confirmar a aceitação da Madisonia kerrii, por enquanto considerada espécie não esclarecida. Não se sabe o posicionamento filogenético deste gênero pois esta espécie não foi analisada ainda.